# De Havilland Gipsy Twelve
Der de Havilland Gipsy Twelve ist ein Zwölfzylinder-V-Motor des britischen Herstellers de Havilland Aircraft Company. Er wurde 1937 entwickelt und etwa 95 Exemplare wurden gebaut. Bei der Royal Air Force trug er die Bezeichnung Gipsy King.

## Verwendung
- de Havilland DH.91 Albatross
- de Havilland DH.93 Don

## Erhaltene Exemplare
In den folgenden Museen existieren Ausstellungsstücke des Motors:
- de Havilland Aircraft Museum in London Colney in der Grafschaft Hertfordshire
- London Science Museum